# Bijlhouwerstraat

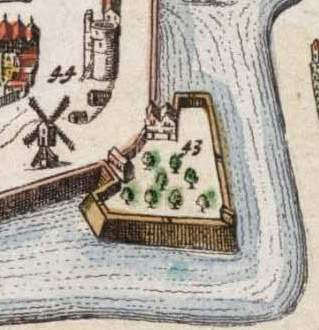
Uitsnede uit Utrechtse stadsplattegrond, Atlas van Loon met bastion Sterreburg en Bijlhouwerstoren.

De Bijlhouwerstraat is een straat in het Museumkwartier van de Nederlandse stad Utrecht. De straat loopt van de Bijlhouwersbrug aan de Tolsteegbarrière tot het Pelmolenplantsoen aan het Zocherpark. De Bijlhouwerstraat is de meest zuidelijke zijstraat van de Oudegracht. De straat is ongeveer 80 meter lang. De straat is vernoemd naar het middeleeuwse gilde van de bijlhouwers (timmerlieden, schrijnwerkers en houtsnijders). Op de hoek stond de Bijlhouwers- of Toltoren, die behoorde bij het bolwerk (fort) Sterreburg en bemand werd door bijlhouwers. Toen de functie van de toren voor tolheffing niet meer nodig was, werd er een windmolen op de toren gezet, voor onder meer het pellen van gerst (een pelmolen), vandaar de naam van het aangrenzende Pelmolenplantsoen.

## Geschiedenis
Aan de Bijlhouwerstraat 18 bevond zich het Physisch Laboratorium, dat adres is rond 1923 gewijzigd in Bijlhouwerstraat 8. In dit monumentale pand, aan de achter- en zijkant grenzend aan een plantsoen, bevindt zich thans het Departement Bestuurs- en Organisatiewetenschap van de Universiteit Utrecht. Ook zit hier de studievereniging "Perikles". Het pand dient verder als depot voor de omvangrijke collectie van tandheelkunde van het Universiteitsmuseum aan de Lange Nieuwstraat dat vroeger aan de Biltstraat zat. Deze collectie is afkomstig van de subfaculteit tandheelkunde in Utrecht die in 1988 zijn deuren sloot. Achter dit pand ligt de Stadsbuitengracht en Sterrenburg dat deel uitmaakte van een bolwerk en waarvan nog enige restanten bewaard gebleven zijn. Op de plek van de Bijlhouwerstraat bevond zich vanaf de middeleeuwen de Tol- of Bijlhouwerstoren.

## Vestigingen
- Op de hoek Bijlhouwerstraat en de Oudegracht bevond zich de uitbreiding van het Diakonessenhuis (Achter Twijnstraat B 124-128). Het pand wat de naam kreeg "Vronestein" gaf onderdak aan de mannenafdeling van het ziekenhuis.[7][8][9]
- Aan de Oudegracht 427 hoek Bijlhouwerstraat bevond zich vroeger het Bijpostkantoor van de PTT.[10]

3e Buurkerksteeg ·
A.B.C.-straat ·
Abraham Dolesteeg ·
Achter de Dom ·
Achter St.-Pieter ·
Agnietenstraat ·
Ambachtstraat ·
Annastraat ·
Bakkerstraat ·
Breedstraat ·
Boothstraat ·
Boterstraat ·
Brigittenstraat ·
Bijlhouwerstraat ·
Catharijnekade ·
Catharijnesingel ·
Choorstraat ·
Croeselaan ·
Domplein ·
Domstraat ·
Donkere Gaard ·
Donkerstraat ·
Dorstige Hartsteeg ·
Drakenburgstraat ·
Drieharingstraat ·
Drift ·
Eligenstraat ·
Ganzenmarkt ·
Geertekerkhof ·
Hamburgerstraat ·
Hamsteeg ·
Hanengeschrei ·
Hardebollenstraat ·
Haverstraat ·
Hekelsteeg ·
Herenstraat ·
Hoogt ·
Jaarbeursplein ·
Jacobsgasthuissteeg ·
Jacobijnenstraat ·
Jansdam ·
Janskerkhof ·
Jansveld ·
Jodenrijtje ·
Keistraat ·
Keizerstraat ·
Kintgenshaven ·
Kleine Slachtstraat ·
Korte Jansstraat ·
Korte Lauwerstraat ·
Korte Minrebroederstraat ·
Korte Nieuwstraat ·
Korte Smeestraat ·
Kromme Nieuwegracht ·
Lange Elisabethstraat ·
Lange Jansstraat ·
Lange Jufferstraat ·
Lange Lauwerstraat ·
Lange Nieuwstraat ·
Lange Smeestraat ·
Lange Viestraat ·
Lauwersteeg ·
Leidseveer ·
Lichte Gaard ·
Loeff Berchmakerstraat ·
Lucasbolwerk ·
Lijnmarkt ·
Mariahoek ·
Mariaplaats ·
Massegast ·
Minrebroederstraat ·
Moreelsepark ·
Muntstraat ·
Neude ·
Nicolaas Beetsstraat ·
Nieuwegracht ·
Nobeldwarsstraat ·
Nobelstraat ·
Oudegracht ·
Oudkerkhof ·
Paardenveld ·
Pieterskerkhof ·
Pieterstraat ·
Plompetorenbrug ·
Plompetorengracht ·
Potterstraat ·
Predikherenkerkhof ·
Predikherenstraat ·
Ridderschapstraat ·
Servetstraat ·
Slachtstraat ·
St.-Jacobsstraat ·
Springweg ·
Stadhuisbrug ·
Steenweg ·
Sterrenburg ·
Strosteeg ·
Telingstraat ·
Tolsteegbarrière ·
Tolsteegbrug ·
Trans ·
Twijnstraat en Twijnstraat aan de Werf ·
Van Asch van Wijckskade ·
Vinkenburgstraat ·
Vismarkt ·
Voetiusstraat ·
Voorstraat ·
Vredenburg ·
Waterstraat ·
Wed ·
Wittevrouwenstraat ·
Wijde Begijnestraat ·
Zadelstraat ·
Zakkendragerssteeg ·
Zuilenstraat ·
Zwaansteeg